# Оггельсгаузен
Оггельсгаузен (нім. Oggelshausen) — громада в Німеччині, знаходиться в землі Баден-Вюртемберг. Підпорядковується адміністративному округу Тюбінген. Входить до складу району Біберах.
Площа — 13,12 км2. Населення становить 958 ос. (станом на 31 грудня 2020).